# 马勒若勒
马勒若勒（法語：Mareugheol，法語發音：[maʁœʒɔl]）是法国多姆山省的一个市镇，属于伊苏瓦尔区。 

## 地理
马勒若勒（45°29'17"N, 3°9'55"E）面积7.54 平方千米，位于法国奥弗涅-罗讷-阿尔卑斯大区多姆山省，该省份为法国中南部省份，北起阿列省接壤，东临卢瓦尔省，南至上盧瓦爾省和康塔爾省，西接科雷兹省和克勒兹省。
与马勒若勒接壤的市镇（或旧市镇、城区）包括：昂图万、沙吕、日尼亚、圣埃朗、泰尔南莱索、维勒讷沃、沃达布勒。
马勒若勒的时区为UTC+01:00、UTC+02:00（夏令时）。

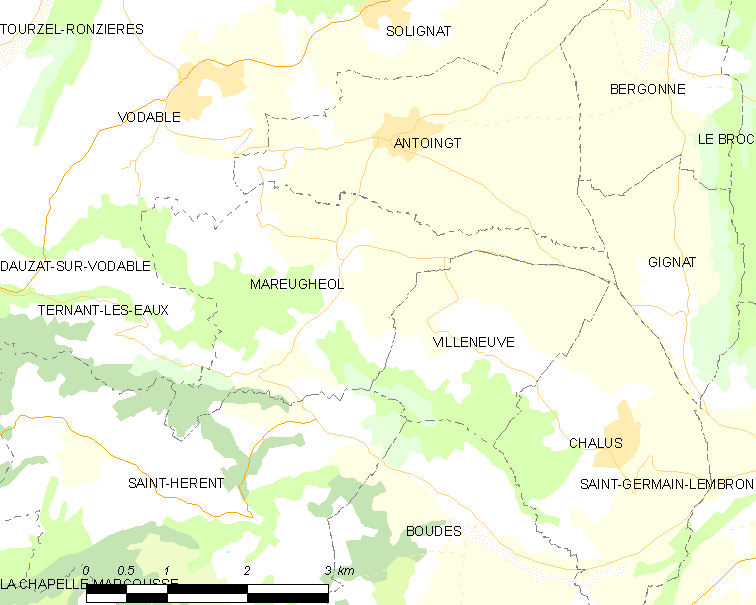
马勒若勒的OSM定位图

## 行政
马勒若勒的邮政编码为63340，INSEE市镇编码为63209。

## 政治
马勒若勒所属的省级选区为布拉萨克莱米讷县。

## 人口

1962-2008年间马勒若勒人口变化图示

马勒若勒于2022年1月1日时的人口数量为226人。